# Résolution 1386 du Conseil de sécurité des Nations unies
Membres permanents
- Chine
- États-Unis
- France
- Royaume-Uni
- Russie

Membres non permanents
- Bangladesh
- Colombie
- Irlande
- Jamaïque
- Mali
- Maurice
- Norvège
- Singapour
- Tunisie
- Ukraine

Résolution no 1385 Résolution no 1387
La résolution 1386 du Conseil de sécurité des Nations unies a été adoptée à l'unanimité par le Conseil de sécurité des Nations unies le 20 décembre 2001. La résolution, qui place le texte sous le chapitre VII, de la charte des Nations unies, après avoir réaffirmé toutes les résolutions sur la situation en Afghanistan, en particulier les résolutions 1378 (2001) et 1383 (2001), autorise la création de la Force internationale d'assistance à la sécurité (FIAS ou ISAF) afin : « d’aider l’Autorité intérimaire afghane à maintenir la sécurité à Kaboul et dans ses environs, de telle sorte que l’Autorité intérimaire afghane et le personnel des Nations Unies puissent travailler dans un environnement sûr ».

## Résolution

### Observations
Le Conseil de sécurité appuie les efforts internationaux pour éradiquer le terrorisme en conformité avec la charte des Nations unies, et a réaffirmé les résolutions 1368 (2001) et 1373 (2001). Il a accueilli favorablement les modifications en Afghanistan qui donnerait la liberté au peuple afghan et le libèrerait de l'oppression et la terreur, et a reconnu la responsabilité aux Afghans à assurer la sécurité et l'ordre par eux-mêmes.
Le Conseil a réaffirmé son soutien aux accords de Bonn et a noté l'offre du Royaume-Uni de diriger l'ISAF. Il a souligné la nécessité pour toutes les parties afghanes de respecter les droits de l'homme et le droit international humanitaire. En outre, le Conseil a déterminé la situation en Afghanistan comme une menace pour la paix et la sécurité internationale et a décidé de fournir un mandat à la FIAS.

### Actes
Agissant en vertu du Chapitre VII de la charte des Nations unies, la FIAS a été créée pour une période initiale de six mois afin d'aider l'Autorité intérimaire afghane à la sécurité. Les États membres ont été invités à fournir des contributions en personnel et équipement ; par ailleurs, le Conseil a invité tous les Afghans à coopérer avec l'ISAF et les organisations internationales gouvernementales et non gouvernementales.
La résolution a noté l'engagement pris par les parties afghanes de retirer leur personnel militaire de Kaboul. Il a encouragé les États voisins à aider la FIAS en autorisant le survol et le transit dans leur espace aérien, et a souligné que les frais de l'opération de la FIAS, seraient supportés par les États participant via un fonds d’affectation spéciale créé par le secrétaire général Kofi Annan. En outre, le Conseil a prié la direction de la FIAS de faire périodiquement des rapports sur l’exécution de son mandat.

## Conséquences
Avec l'arrivée de la force des Nations unies, principalement composée des forces de l'OTAN et de ses alliés, la seconde guerre d'Afghanistan débute.
Les Talibans ont rapidement été chassés du pouvoir, permettant l'instauration d'un gouvernement provisoire dirigé par Hamid Karzai à la suite des accords de Bonn de décembre 2001. Les talibans engagèrent alors une guérilla qui dura jusqu'en 2010. Entretemps, le mandat de l'ISAF a été renouvelé tous les 6 mois depuis 2001 ; lors du Sommet de l'OTAN de novembre 2010, les États membres ont déclaré qu'elle entamerait le transfert de la sécurité aux forces afghanes à partir de 2011. L’objectif étant de parvenir à un retrait de la plupart des soldats de la force internationale d’ici la fin 2014.

## Texte
- Résolution 1386 Sur fr.wikisource.org
- Résolution 1386 Sur en.wikisource.org